# Primer corte de pelo

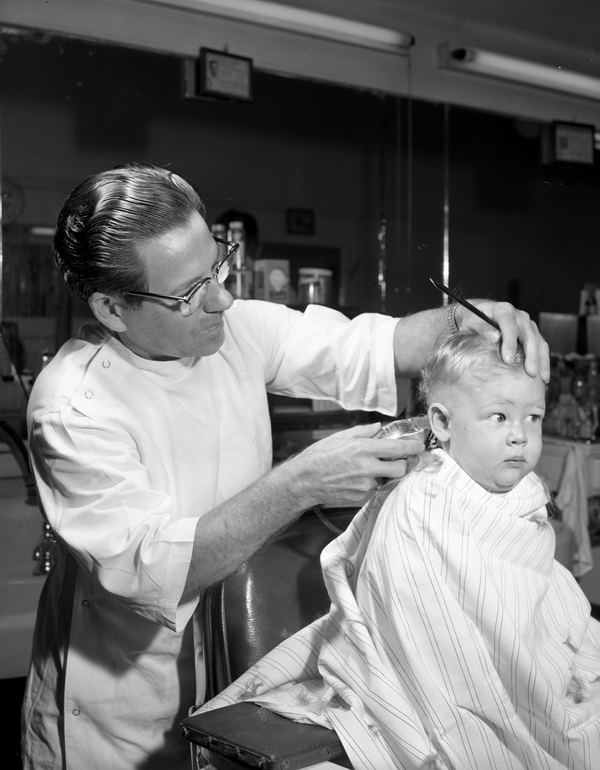
Un primer corte de pelo, 1957

En algunas culturas y religiones, el primer corte de pelo en la vida de una persona es particularmente importante. Puede considerarse como un punto de inflexión o un rito de iniciación.

## Bebés indios

### Bebés hindúes
En la tradición hindú, el cabello se ha relacionado con rasgos o características menos deseables de vidas anteriores desde el nacimiento. Por lo tanto, el joven es afeitado por completo en el momento del corte para simbolizar la liberación del pasado y el avance. También se dice que el afeitado del cabello estimula el correcto crecimiento del cerebro y los nervios, y que el sikha, un mechón en la coronilla, protege la memoria.
Los hindúes practican una variedad de rituales desde el nacimiento hasta la muerte. En conjunto, estos se conocen como saṃskāras, que significan ritos de purificación, y se cree que purifican el cuerpo y lo hacen apto para la adoración. El primer corte de cabello de un niño, conocido como choula o mundan, es uno de esos samskaras y se considera un evento de gran auspicio. Los libros de leyes o smritis prescriben que un niño debe cortarse el pelo en su primer o tercer año, aunque cuando lo hace una familia varía en la práctica. El primer corte de cabello de una niña generalmente ocurre a los once meses de edad.
La tonsura en su totalidad es habitual, pero algunos hindúes optan por dejar algo de cabello en la cabeza para separar este rito de la desafortunada tonsura que se lleva a cabo cuando uno de los padres muere. Los practicantes de tonsura completa suelen ofrecer ritualmente el cabello a la deidad de su familia. Para ejecutar este rito, muchas personas viajan a templos como el famoso Templo Tirumala Venkateswara del Señor Vishnu.

### Bebés malikú
Al vigésimo día del nacimiento, se afeita la cabeza de los bebés Maliku y se pesa el cabello contra oro o plata, que se entrega a los pobres.[cita requerida] La ceremonia se llama boabeylun.

## Bebés mongoles
Los niños mongoles se cortan el pelo por primera vez a edades tempranas, entre los 2 y los 5 años. Según el calendario lunar, los niños reciben su primer corte de cabello en el año impar y las niñas en el año par. El ritual de cortar el primer cabello se llama Sevleg Urgeeh o Daahi Urgeeh. Es una gran ocasión para toda una familia cuando se invita a los invitados. Cada invitado corta un mechón de cabello, le dice sus mejores deseos al niño y le da un regalo y dinero.

## Judíos ortodoxos

### Chicos ortodoxos

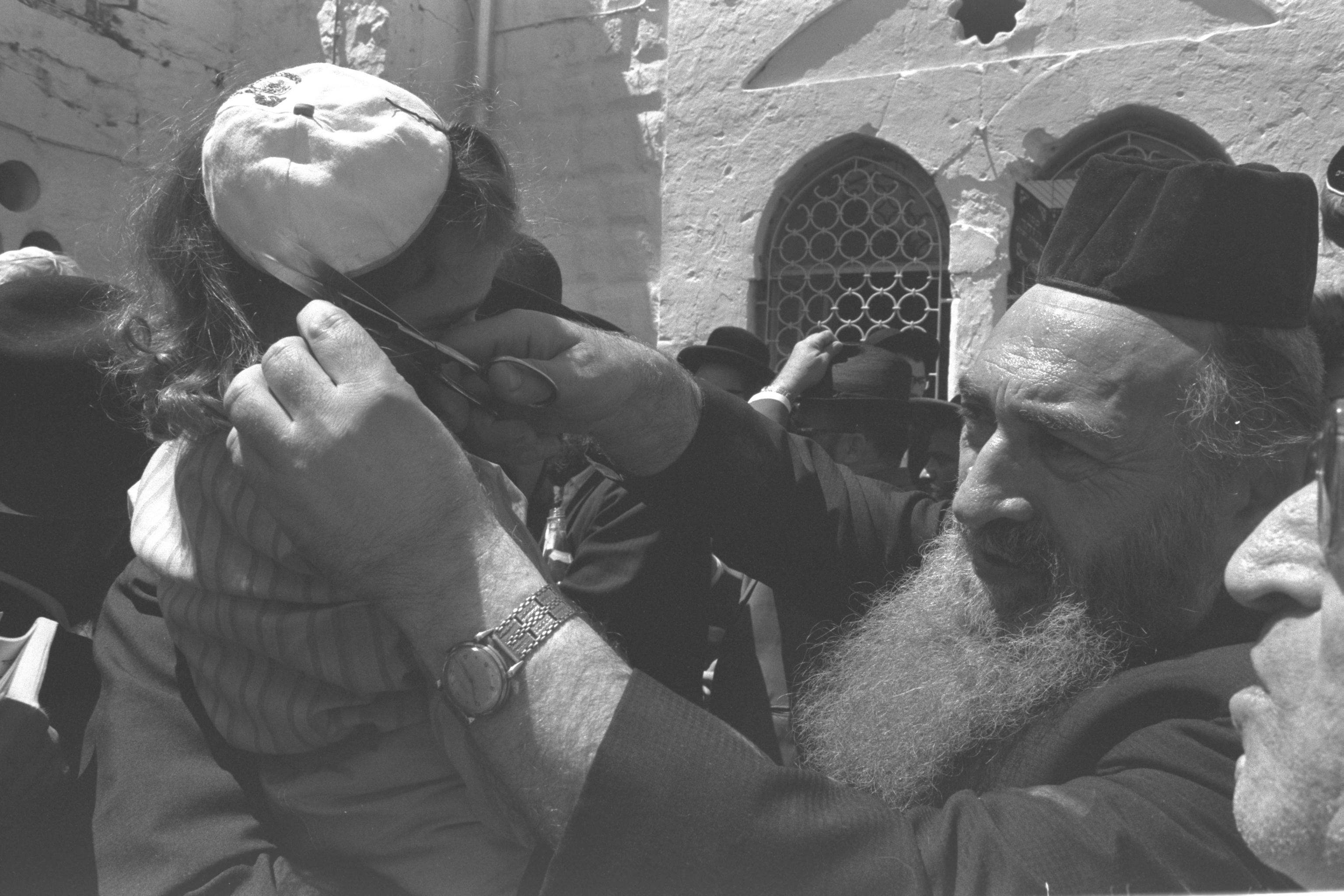
Un rabino realiza el primer corte de pelo tradicional a un niño de tres años en Meron en Lag BaOmer 1970.

A muchos niños judíos ortodoxos y jasídicos se les corta el pelo por primera vez cuando tienen tres años. La ceremonia de corte de cabello se conoce en yiddish como upsherenish o upsherin ("cortar"), y en hebreo como halaqah (del árabe حلاقة - "afeitar").
En Israel, también hay familias no religiosas que se adhieren a esta costumbre y no cortan el cabello a sus hijos hasta los tres años. Una ceremonia masiva de corte de cabello se lleva a cabo en la festividad de Lag Ba´Omer en la tumba del rabino Simeon bar Yohai en la ciudad galilea de Merón.

## Bebés musulmanes
La ceremonia de Aqiqah implica afeitar la cabeza del niño siete días después del nacimiento y untar la cabeza del niño con azafrán. Es tradicional dar en caridad oro o plata del mismo peso que el cabello. Esto no tiene que hacerse pesando realmente el cabello; si es demasiado difícil hacerlo, basta estimar el peso y dar papel moneda equivalente al precio de esa cantidad de oro o plata.

## Cultura europea

### Polonia
El primer corte de pelo ritual (en polaco: postrzyżyny) fue una tradición pagana-eslava precristiana que sobrevivió en Polonia hasta bien entrado el siglo XVIII. Este primer corte de pelo se realizaba tradicionalmente entre los 7 y los 10 años, y lo realizaba el padre del niño o un extraño, que entraba así en la familia del niño. Antes de esa edad la vida del niño estaba ligada a la de su madre y era tratado como un niño. El corte de pelo ritual, junto con la concesión de un nombre de pila adicional (generalmente el tercero), marcaba la mayoría de edad del niño y una transición al mundo de los hombres, en el que su padre lo cuidaría. El ritual también constituía el acto formal del padre de reconocer al niño como hijo.

### Ucrania
A los bebés ucranianos a menudo se les corta el pelo en su primer cumpleaños como parte de la antigua costumbre Postryzhennya.

## Niños polinesios
En la tradición de las Islas Cook, la ceremonia de corte de cabello es un rito de iniciación para los niños pequeños. En estas grandes reuniones, el niño se sienta en una silla cubierta con tīvaevae (colchas). A medida que le cortan el cabello, los miembros de la comunidad le dan al niño dinero u otros obsequios. La costumbre sirve para mantener lazos recíprocos dentro de la familia extendida y la comunidad.
Tradicionalmente, a los niños niueanos no se les corta el cabello, que es cuidado con cariño por hermanas, madres y padres. Cuando los niños se vuelven adolescentes, se lleva a cabo una ceremonia en la que las mujeres cuidan el cabello por última vez antes de cortarlo. Los miembros de la familia extendida cubren a los jóvenes con billetes de banco, todo parte de una gran economía informal de Niue que une a las familias y asegura que la comunidad cuide de los suyos.

## Bebés malayos
Artículo principal: Cukur Jambul (Nota: este artículo no está en inglés y requiere traducción)
A los bebés de Malasia se les corta el pelo por primera vez después de que termina el período de parto de la madre, esto puede durar entre 40 y 44 días, pero más recientemente se ha hecho en tan solo 20 días. Después de este período, es común invitar a la familia extendida a la ceremonia de cortar el cabello del bebé. Esta ceremonia se llama Cukur Jambul. El propósito de Cukur Jambul es dar la bienvenida al nuevo bebé al clan, también tiene el propósito secundario de permitir que la familia extendida renueve sus relaciones entre sí. Después de que Cukur Jambul ha comenzado con una lectura del Corán, el padre o la madre lleva al bebé a todos los que cortarán parte del cabello del bebé, estas personas generalmente incluyen abuelos, miembros del grupo marhaban, ancianos locales y líderes religiosos. Es costumbre que aquellos que hacen el corte le regalen al bebé algo pequeño, como un poco de dinero en efectivo. El cabello a menudo se pesa para donar su peso en oro, o el equivalente más conveniente, a los pobres. Luego se coloca en una especie de cuenco y se entierra frente a los familiares cercanos para terminar la ceremonia.

## Bebés norteamericanos

### Bebés nativos americanos
Algunas tribus nativas americanas conmemoraron el primer corte de pelo con una danza ritual. La tribu Apache tenía un ritual de primavera.

### Chicos caribeños africanos
Dentro de la comunidad caribeña africana, esto se realiza una vez que el niño comienza a hablar con claridad o después de que el niño cumple dos años. Esto generalmente se hace en una barbería o lo lleva a cabo el padre.

## Niños yazidíes
En la tradición Yazidi (principalmente en Irán), la ceremonia del bisk consiste en cortar los dos o tres primeros mechones de un bebé varón, de acuerdo con las antiguas tradiciones a los 40 días después del nacimiento para ser entregados al shaikh y pir de la familia, pero en la práctica moderna en 7 a 11 meses, y mantenido por la familia. La ceremonia bisk es considerada como el ritual de iniciación central por la mayoría de los yazidíes de Turquía, Armenia y Siria. En la diáspora europea, el término a menudo se traduce como bautismo. La ceremonia recuerda a la 'aqiqa musulmana que se celebra el séptimo día después del nacimiento, pero la ceremonia yazidi tiene lugar en una etapa posterior, cuando el niño ya ha recibido el nombre.